# Saint-Agnan-en-Vercors
Saint-Agnan-en-Vercors ist eine französische Gemeinde mit 365 Einwohnern (Stand: 1. Januar 2022) im Département Drôme in der Region Auvergne-Rhône-Alpes; sie gehört zum Arrondissement Die und zum Kanton Vercors-Monts du Matin.

## Geografie
Saint-Agnan-en-Vercors liegt etwa 42 Kilometer östlich von Valence. Umgeben wird Saint-Agnan-en-Vercors von den Nachbargemeinden La Chapelle-en-Vercors im Nordwesten und Norden, Saint-Andéol im Nordosten, Gresse-en-Vercors im Osten, Romeyer im Süden, Chamaloc im Südwesten sowie Vassieux-en-Vercors im Südwesten und Westen.

## Bevölkerung
| Jahr                       | 1911 | 1962 | 1968 | 1975 | 1982 | 1990 | 1999 | 2006 | 2019 |
| -------------------------- | ---- | ---- | ---- | ---- | ---- | ---- | ---- | ---- | ---- |
| Einwohner                  | 670  | 457  | 390  | 335  | 344  | 363  | 402  | 386  | 362  |
| Quellen: Cassini und INSEE |      |      |      |      |      |      |      |      |      |

## Sehenswürdigkeiten
- Kapelle Saint-Alexis
- Grotte de La Luire